# Helmut Leiendecker
Hans-Helmut „Helm“ Leiendecker (* 10. November 1952 in Trier) ist ein deutscher Musiker, Schauspieler und Trierer Original.

## Leben
Hans-Helmut Leiendecker wurde als zweites von vier Kindern eines Postbeamten und einer Hausfrau († 1976) geboren. Seine Geschwister sind Christa (* 1950), der ehemaligen Fußballprofi Lothar Leiendecker (* 1953) und Manfred (* 1955). Leiendecker besuchte die Ambrosius-Grundschule und bis zur neunten Klasse die damalige Zuckerberg-Schule und erlernte den Beruf des Groß- und Außenhandelskaufmanns bei der Weinkellerei Pies. Um sich den Führerschein zu finanzieren, arbeitete er nebenbei zwei Jahre lang als Hilfsarbeiter in der ehemaligen Gardinenfabrik Bobbynet, denn mit nur 95 Mark Lehrlingslohn kam er nicht über die Runden. Schon als Jugendlicher begeisterte er sich für Musik und Lyrik. So bastelte er sich sein erstes Schlagzeug und trommelte „mit Rührlöffeln auf Persil-Kisten und Dash-Trommeln“. Er probte als Jugendlicher im Exhaus. Er arbeitete sich beim Presse-Grossisten Becker und Winarek zum Betriebsleiter hoch und ging 2018 in Rente. Helmut ist verheiratet mit Birgit und hat mit ihr vier Kinder.

## Karriere
1973 tourte er als Schlagzeuger der Begleitband von Randolph Rose durch die ganze Bundesrepublik. 1986 gründete er die Mundart-Band Leiendecker Bloas, die vor allem durch Fastnachtslieder überregional bekannt wurde. Leiendecker schreibt die Texte der Band, singt und spielt Mundharmonika. Für das Kleine Volkstheater Trier schreibt er die Stücke, führt Regie und wirkt bei den Aufführungen mit. Auch in Aufführungen des Trierer Stadttheaters war Leiendecker zu sehen, unter anderem als Gefängniswärter Frosch in Die Fledermaus. In einem Dokumentarfilm von Gernot und Carsten Jäger zum 125. Todestag von Karl Marx spielte Leiendecker den ebenfalls aus Trier stammenden Philosophen. Für die Stadtwerke Trier tritt er in Werbespots für Ökostrom auf.
Das Besondere an Helmut Leiendecker ist sein Bemühen um die Erhaltung des Trierer Platts, in welchem er seine Gedichte, Liedtexte und Theaterstücke verfasst. Zudem gab er ein Wörterbuch des Trierer Platts heraus und erstellte mit dem Studierendenwerk Trier den „Sprachkurs Trierisch“ für zugezogene Studenten. Für seine Verdienste um das Kulturleben der Stadt wurde er 2001 mit dem Ehrenbecher der Stadt Trier ausgezeichnet, seine Band erhielt bereits 1993 den Schwab-Preis für ihre Verdienste an der Trierer Mundart. Wegen seines Humors und seines sozialen Engagements wurde Helmut Leiendecker 2006 der Franz-Weißebach-Preis verliehen.
Im Jahr 2021 unterstützte Leiendecker das Bürgerbegehren zur Wiederbelebung des Trierer Jugend- und Jugendkulturzentrums Exzellenzhaus (kurz: eXhaus) des Aktionsbündnis eXhaus bleibt!

## Auszeichnungen
- 2006: Franz-Weißebach-Preis
- 2025: „Orden gegen den Trierischen Ernst“[10]

## Tondokumente
Beispiel für seine Lyrik – aufgenommen im August 2006 im Volkskunde- und Freilichtmuseum Roscheider Hof:
- Voaknallt
- Voasteck
- Falden
- Hamlet

## Diskographie
- Leiendecker Bloas: Sauwer (1992)
- Leiendecker Bloas: Quant (1994)
- Leiendecker Bloas: Gammer (1998)
- Leiendecker Bloas: Probber probber (2003)
- Leiendecker Bloas: Gaddeng (2013)
- Helmis Koppzalaot (Hörbuch, 2010)

## Filme
- Karl Marx – Ein Philosoph macht Geschichte ~ Gernot Jaeger & Carsten Jaeger, Helmut Leiendecker, und David Schill (DVD – 2008)